# Puya sanctae-martae
Puya sanctae-martae är en gräsväxtart som beskrevs av Lyman Bradford Smith. Puya sanctae-martae ingår i släktet Puya och familjen Bromeliaceae. Inga underarter finns listade i Catalogue of Life.